# Popradská rovina
Popradská rovina je geomorfologickou částí Popradské kotliny. Nachází se v její jihozápadní části, západně od města Poprad. 

## Polohopis
Území se nachází ve střední části Podtatranské kotliny, v jihozápadní části podcelku Popradská kotlina. Zabírá rovinaté území v okolí řeky Poprad, přibližně od obce Mengusovce po východní okraj Popradu. Na jižním okraji leží město Svit, v severní části leží obec Batizovce. Západním směrem sousedí Štrbská pahorkatina, severně navazuje Lomnická a jihovýchodně Vrbovská pahorkatina, všechny patřící do Popradské kotliny. Jihozápadní okraj ostře vymezuje Dúbrava, podcelek pohoří Kozie chrbty.
Vysoko položenou rovinou protéká od západu na východ vícero vodních toků. Osu území tvoří řeka Poprad. Na tomto poměrně nevelkém území přibírá Mlynicu, Háganský potok a v Popradě i Velický potok, který nedaleko letiště přibírá Batizovský potok.
Územím roviny vedou významné dopravní koridory; Evropská silnice E50, vedoucí v trase dálnice D1 (Žilina – Košice), silnice I/18 (Liptovský Mikuláš – Levoča) i železniční trať Žilina – Košice. V Popradě se kříží se silnicí I/66 spojující města Rožňava a Kežmarok) a z města vede i dopravní spojení se Starým Smokovcem – silnice II/534 a železniční trať Poprad – Starý Smokovec. Na východním okraji města se na hlavní železniní trať připojuje i regionální trať do Staré Ľubovne a severozápadne od mesta leží mezinárodní letiště.

## Ochrana území
Převážná část Popradské roviny leží na území ochranného pásma Tatranského národního parku. Z maloplošných zvláště chráněných lokalit v této části Popradské kotliny leží přírodní rezervace Jelšina a jihozápadního okraje se dotýká přírodní rezervace Baba.

## Turismus
Jihozápadní část Popradské kotliny s městem Poprad je důležitým přestupním místem turistů a návštěvníků, směřujících do Tater. Ty patří k nejvýznamnějším turistickým destinacím země a právě z Popradu vedou nejkratší spojení do centra pohoří. Samotná Popradská rovina je poměrně hustě osídlena a nenabízí významnější turistické zajímavosti, s výjimkou historického centra městské části Spišská Sobota. Oblíbeným je také akvapark AquaCity Poprad.
Ze značených turistických tras vede zelená značka:
- z Popradu přes Gánovce do Kvetnice
- ze Svitu do Lopušné doliny[3]